# Yeşilyurt (Cizre)
Yeşilyurt ist ein kurdisches Dorf im türkischen Landkreis Cizre, 10 km südwestlich der Kreishauptstadt Cizre. Das Dorf hieß früher Cinibir. Es liegt in der Ebene nahe der türkisch-syrischen Grenze und in Sichtweite der Berge Cudi und Gabar.
Türkeiweite Aufmerksamkeit erhielt  Yeşilyurt nach einem Ereignis, das in der Nacht vom 14. zum 15. Januar 1989 stattfand. Sicherheitskräfte durchsuchten Yeşilyurt nach Kämpfern und versuchten, die Dorfbewohner zum Reden zu zwingen. Sie ließen die Männer Liegestütze machen, erniedrigten sie, schlugen sie und zwangen sie, menschliche Exkremente zu essen. Vier der Erniedrigten zogen vor Gericht, darunter der damalige Muhtar Abdurrahman Müştak. Es folgten mehrere Verfahren. Der Kassationshof in Ankara verurteilte den Oberst schließlich zu einer kurzen Haftstrafe, die in eine Geldstrafe umgewandelt wurde. Der EGMR verurteilte die Türkei zu Schadensersatz in Höhe von 300.000 FF pro Person.
Innerhalb des Dorfes kam es Mitte der 1990er Jahre zu einem Zerwürfnis, da viele Männer des Dorfes sich als Dorfschützer anwerben ließen. 18 Familien (hane) verließen das Dorf.
Der Schauspieler Orhan Müstak stammt aus Yeşilyurt.